# Voetbal op de Olympische Zomerspelen 1972
Voetbal is een van de sporten die beoefend werden tijdens de Olympische Zomerspelen 1972 in München.

## Kwalificatie
| Toernooi             | Werelddeel                 | Plaatsen | Geplaatste landen                                           |
| -------------------- | -------------------------- | -------- | ----------------------------------------------------------- |
| Kwalificatietoernooi | Automatisch                | 2        | Bondsrepubliek Duitsland (gastland) Hongarije (titelhouder) |
| Kwalificatietoernooi | Europa                     | 4 (+2)   | Sovjet-Unie Denemarken Polen DDR                            |
| Kwalificatietoernooi | Azië                       | 3        | Maleisië Birma Iran                                         |
| Kwalificatietoernooi | Afrika                     | 3        | Marokko Soedan Ghana                                        |
| Kwalificatietoernooi | Noord- en Centraal Amerika | 2        | Verenigde Staten Mexico                                     |
| Kwalificatietoernooi | Zuid-Amerika               | 2        | Brazilië Colombia                                           |
| Totaal               | Totaal                     | 16       |                                                             |

## Stadions
| Olympiastadion | Frankenstadion    |
|                |                   |
| Regensburg     | Passau            |
| Jahnstadion    | Dreiflüssestadion |
|                |                   |
| Ingolstadt     | Augsburg          |
| ESV-Stadion    | Rosenaustadion    |
|                |                   |

## Competitieschema
| R1 | Eerste ronde | R2 | Tweede ronde | B | Bronzen finale | F | Finale |

| 27 zon | 28 maa | 29 din | 30 woe | 31 don | 1 vrij | 2 zat | 3 zon | 4 maa | 5 din | 6 woe | 7 don | 8 vrij | 9 zat | 10 zon | 10 zon |
| ------ | ------ | ------ | ------ | ------ | ------ | ----- | ----- | ----- | ----- | ----- | ----- | ------ | ----- | ------ | ------ |
| R1     | R1     | R1     | R1     | R1     | R1     |       | R2    |       | R2    | R2    |       | R2     |       | B      | F      |

## Heren

### Eerste ronde

#### Groep A
| Rang | Land             | Wed | W | G | V | DV | DT | DS  | Ptn |
| ---- | ---------------- | --- | - | - | - | -- | -- | --- | --- |
| 1    | West-Duitsland   | 3   | 3 | 0 | 0 | 13 | 0  | 13  | 6   |
| 2    | Marokko          | 3   | 1 | 1 | 1 | 6  | 3  | 3   | 3   |
| 3    | Maleisië         | 3   | 1 | 0 | 2 | 3  | 9  | –6  | 2   |
| 4    | Verenigde Staten | 3   | 0 | 1 | 2 | 0  | 10 | –10 | 1   |

|                                    |                               |       |          |                                                                                    |
| 27 augustus 1972 15:00 uur (UTC+1) | West-Duitsland                | 3 – 0 | Maleisië | Olympiastadion, München Toeschouwers: 60.000 Scheidsrechter: Armando Marques (BRA) |
| 27 augustus 1972 15:00 uur (UTC+1) | Worm 56' Kalb 71' Seliger 82' |       |          | Olympiastadion, München Toeschouwers: 60.000 Scheidsrechter: Armando Marques (BRA) |

|                                    |         |       |                  |                                                                                  |
| 27 augustus 1972 15:00 uur (UTC+1) | Marokko | 0 – 0 | Verenigde Staten | Rosenaustadion, Augsburg Toeschouwers: 4.000 Scheidsrechter: Rudi Glöckner (DDR) |
| 27 augustus 1972 15:00 uur (UTC+1) |         |       |                  | Rosenaustadion, Augsburg Toeschouwers: 4.000 Scheidsrechter: Rudi Glöckner (DDR) |

|                                    |                                            |       |         |                                                                                    |
| 29 augustus 1972 16:30 uur (UTC+1) | West-Duitsland                             | 3 – 0 | Marokko | Dreiflüssestadion, Passau Toeschouwers: 16.000 Scheidsrechter: Doğan Babacan (TUR) |
| 29 augustus 1972 16:30 uur (UTC+1) | Nickel 30' (pen.), 33' (pen.) Hitzfeld 53' |       |         | Dreiflüssestadion, Passau Toeschouwers: 16.000 Scheidsrechter: Doğan Babacan (TUR) |

|                                    |                                           |       |                  |                                                                               |
| 29 augustus 1972 16:30 uur (UTC+1) | Maleisië                                  | 3 – 0 | Verenigde Staten | ESV-Stadion, Ingolstadt Toeschouwers: 3.000 Scheidsrechter: Henry Oberg (NOR) |
| 29 augustus 1972 16:30 uur (UTC+1) | Shaharuddin 14' Salleh 67' Wan Zawawi 77' |       |                  | ESV-Stadion, Ingolstadt Toeschouwers: 3.000 Scheidsrechter: Henry Oberg (NOR) |

|                                    |                                                         |       |          |                                                                                  |
| 31 augustus 1972 16:30 uur (UTC+1) | Marokko                                                 | 6 – 0 | Maleisië | ESV-Stadion, Ingolstadt Toeschouwers: 2.500 Scheidsrechter: Károly Palotai (HUN) |
| 31 augustus 1972 16:30 uur (UTC+1) | Benkhrif 16' Faras 19', 21', 25' El Filali 56' Tati 85' |       |          | ESV-Stadion, Ingolstadt Toeschouwers: 2.500 Scheidsrechter: Károly Palotai (HUN) |

|                                    |                                                             |       |                  |                                                                                 |
| 31 augustus 1972 21:00 uur (UTC+1) | West-Duitsland                                              | 7 – 0 | Verenigde Staten | Olympiastadion, München Toeschouwers: 65.000 Scheidsrechter: Marco García (MEX) |
| 31 augustus 1972 21:00 uur (UTC+1) | Nickel 17', 43', 70', 86' Hitzfeld 47' Seliger 62' Bitz 79' |       |                  | Olympiastadion, München Toeschouwers: 65.000 Scheidsrechter: Marco García (MEX) |

#### Groep B
| Rang | Land        | Wed | W | G | V | DV | DT | DS | Ptn |
| ---- | ----------- | --- | - | - | - | -- | -- | -- | --- |
| 1    | Sovjet-Unie | 3   | 3 | 0 | 0 | 7  | 2  | 5  | 6   |
| 2    | Mexico      | 3   | 2 | 0 | 1 | 3  | 4  | –1 | 4   |
| 3    | Birma       | 3   | 1 | 0 | 2 | 2  | 2  | 0  | 2   |
| 4    | Soedan      | 3   | 0 | 0 | 3 | 1  | 5  | –4 | 0   |

|                                    |       |                    |             |                                                                                |
| 28 augustus 1972 16:30 uur (UTC+1) | Birma | 0 – 1              | Sovjet-Unie | Jahnstadion, Regensburg Toeschouwers: 6.000 Scheidsrechter: Jafar Namdar (IRN) |
| 28 augustus 1972 16:30 uur (UTC+1) |       | 51' Viktor Kolotov |             | Jahnstadion, Regensburg Toeschouwers: 6.000 Scheidsrechter: Jafar Namdar (IRN) |

|                                    |           |       |        |                                                                                         |
| 28 augustus 1972 16:30 uur (UTC+1) | Mexico    | 1 – 0 | Soedan | Frankenstadion, Neurenberg Toeschouwers: 500 Scheidsrechter: Francesco Francescon (ITA) |
| 28 augustus 1972 16:30 uur (UTC+1) | Manzo 16' |       |        | Frankenstadion, Neurenberg Toeschouwers: 500 Scheidsrechter: Francesco Francescon (ITA) |

|                                    |                                                        |       |           |                                                                                      |
| 30 augustus 1972 17:30 uur (UTC+1) | Sovjet-Unie                                            | 2 – 1 | Soedan    | Olympiastadion, München Toeschouwers: 25.000 Scheidsrechter: Ferdinand Biwersi (FRG) |
| 30 augustus 1972 17:30 uur (UTC+1) | Gennadi Jevrjoezjchin 42' (pen.) Oganes Zanazanjan 44' |       | 59' Jaksa | Olympiastadion, München Toeschouwers: 25.000 Scheidsrechter: Ferdinand Biwersi (FRG) |

|                                    |             |       |       |                                                                                      |
| 30 augustus 1972 16:30 uur (UTC+1) | Mexico      | 1 – 0 | Birma | Frankenstadion, Neurenberg Toeschouwers: 1.000 Scheidsrechter: Robert Quarshie (GHA) |
| 30 augustus 1972 16:30 uur (UTC+1) | Cuéllar 86' |       |       | Frankenstadion, Neurenberg Toeschouwers: 1.000 Scheidsrechter: Robert Quarshie (GHA) |

|                                    |          |       |                                  |                                                                                  |
| 1 september 1972 16:30 uur (UTC+1) | Mexico   | 1 – 4 | Sovjet-Unie                      | Jahnstadion, Regensburg Toeschouwers: 8.000 Scheidsrechter: Luis Pestarino (ARG) |
| 1 september 1972 16:30 uur (UTC+1) | 60' Razo |       | 7', 13', 14' Blochin 58' Semenov | Jahnstadion, Regensburg Toeschouwers: 8.000 Scheidsrechter: Luis Pestarino (ARG) |

|                                    |                               |       |        |                                                                                     |
| 1 september 1972 16:30 uur (UTC+1) | Birma                         | 2 – 0 | Soedan | Dreiflüssestadion, Passau Toeschouwers: 2.000 Scheidsrechter: Marian Środecki (POL) |
| 1 september 1972 16:30 uur (UTC+1) | Soe Than 7' Aung Moe Thin 61' |       |        | Dreiflüssestadion, Passau Toeschouwers: 2.000 Scheidsrechter: Marian Środecki (POL) |

#### Groep C
| Rang | Land       | Wed | W | G | V | DV | DT | DS | Ptn |
| ---- | ---------- | --- | - | - | - | -- | -- | -- | --- |
| 1    | Hongarije  | 3   | 2 | 1 | 0 | 9  | 2  | 7  | 5   |
| 2    | Denemarken | 3   | 2 | 0 | 1 | 7  | 4  | 3  | 4   |
| 3    | Iran       | 3   | 1 | 0 | 2 | 1  | 9  | –8 | 2   |
| 4    | Brazilië   | 3   | 0 | 1 | 2 | 4  | 6  | –2 | 1   |

|                                    |                          |       |                                                       |                                                                                    |
| 27 augustus 1972 15:00 uur (UTC+2) | Brazilië                 | 2 – 3 | Denemarken                                            | Dreiflüssestadion, Passau Toeschouwers: 10.000 Scheidsrechter: Pavel Kazakov (URS) |
| 27 augustus 1972 15:00 uur (UTC+2) | Dirceu 68' Zé Carlos 69' |       | 28' Allan Simonsen 50' Per Røntved 84' Allan Simonsen | Dreiflüssestadion, Passau Toeschouwers: 10.000 Scheidsrechter: Pavel Kazakov (URS) |

|                                    |      |                                                                                         |           |                                                                                               |
| 27 augustus 1972 15:00 uur (UTC+1) | Iran | 0 – 5                                                                                   | Hongarije | Städtisches Stadion, Neurenberg Toeschouwers: 2.000 Scheidsrechter: Guillermo Velásquez (COL) |
| 27 augustus 1972 15:00 uur (UTC+1) |      | 31' Antal Dunai 47' Antal Dunai 50' (pen.) Béla Váradi 80' Mihály Kozma 89' Antal Dunai |           | Städtisches Stadion, Neurenberg Toeschouwers: 2.000 Scheidsrechter: Guillermo Velásquez (COL) |

|                                    |      |                                                                                 |            |                                                                                    |
| 29 augustus 1972 16:30 uur (UTC+1) | Iran | 0 – 4                                                                           | Denemarken | Rosenaustadion, Augsburg Toeschouwers: 3.500 Scheidsrechter: Abdelkrim Ziani (MAR) |
| 29 augustus 1972 16:30 uur (UTC+1) |      | 16' Heino Hansen 29' Allan Simonsen 35' (pen.) Kristen Nygaard 58' Heino Hansen |            | Rosenaustadion, Augsburg Toeschouwers: 3.500 Scheidsrechter: Abdelkrim Ziani (MAR) |

|                                    |                        |       |                         |                                                                                   |
| 29 augustus 1972 17:30 uur (UTC+1) | Hongarije              | 2 – 2 | Brazilië                | Olympiastadion, München Toeschouwers: 50.000 Scheidsrechter: William Mullan (GBR) |
| 29 augustus 1972 17:30 uur (UTC+1) | A. Dunai 4' Juhász 84' |       | 67' Pedrinho 73' Dirceu | Olympiastadion, München Toeschouwers: 50.000 Scheidsrechter: William Mullan (GBR) |

|                                    |            |       |          |                                                                                       |
| 31 augustus 1972 16:30 uur (UTC+1) | Iran       | 1 – 0 | Brazilië | Jahnstadion, Regensburg Toeschouwers: 2.200 Scheidsrechter: Gerhard Schulenburg (FRG) |
| 31 augustus 1972 16:30 uur (UTC+1) | Halvai 63' |       |          | Jahnstadion, Regensburg Toeschouwers: 2.200 Scheidsrechter: Gerhard Schulenburg (FRG) |

|                                    |            |                             |           |                                                                                |
| 31 augustus 1972 16:30 uur (UTC+1) | Denemarken | 0 – 2                       | Hongarije | Rosenaustadion, Augsburg Toeschouwers: 8.500 Scheidsrechter: Poh Hwa Oei (MAS) |
| 31 augustus 1972 16:30 uur (UTC+1) |            | 16' Ede Dunai 87' Ede Dunai |           | Rosenaustadion, Augsburg Toeschouwers: 8.500 Scheidsrechter: Poh Hwa Oei (MAS) |

#### Groep D
| Rang | Land     | Wed | W | G | V | DV | DT | DS  | Ptn |
| ---- | -------- | --- | - | - | - | -- | -- | --- | --- |
| 1    | Polen    | 3   | 3 | 0 | 0 | 11 | 2  | 9   | 6   |
| 2    | DDR      | 3   | 2 | 0 | 1 | 11 | 3  | 8   | 4   |
| 3    | Colombia | 3   | 1 | 0 | 2 | 5  | 12 | –7  | 2   |
| 4    | Ghana    | 3   | 0 | 0 | 3 | 1  | 11 | –10 | 0   |

|                                    |       |                                                      |     |                                                                                 |
| 28 augustus 1972 17:30 uur (UTC+1) | Ghana | 0 – 4                                                | DDR | Olympiastadion, München Toeschouwers: 40.000 Scheidsrechter: Robert Wurtz (FRA) |
| 28 augustus 1972 17:30 uur (UTC+1) |       | 17' Kreische 44' Streich 66' Sparwasser 89' Kreische |     | Olympiastadion, München Toeschouwers: 40.000 Scheidsrechter: Robert Wurtz (FRA) |

|                                    |                                      |       |           |                                                                                      |
| 28 augustus 1972 16:45 uur (UTC+1) | Polen                                | 5 – 1 | Colombia  | ESV-Stadion, Ingolstadt Toeschouwers: 4.000 Scheidsrechter: Ahmed Gindil Salih (SUD) |
| 28 augustus 1972 16:45 uur (UTC+1) | Deyna 16', 32' Gadocha 42', 49', 72' |       | 63' Morón | ESV-Stadion, Ingolstadt Toeschouwers: 4.000 Scheidsrechter: Ahmed Gindil Salih (SUD) |

|                                    |                                                                       |       |              |                                                                                        |
| 30 augustus 1972 16:30 uur (UTC+1) | DDR                                                                   | 6 – 1 | Colombia     | Dreiflüssestadion, Passau Toeschouwers: 4.500 Scheidsrechter: Abdelkader Aouissi (ALG) |
| 30 augustus 1972 16:30 uur (UTC+1) | Streich 1', 10' Sparwasser 9' Ducke 31' Vogel 85' Kreische 88' (pen.) |       | 38' Espinosa | Dreiflüssestadion, Passau Toeschouwers: 4.500 Scheidsrechter: Abdelkader Aouissi (ALG) |

|                                    |       |                                                |       |                                                                                |
| 30 augustus 1972 16:30 uur (UTC+1) | Ghana | 0 – 4                                          | Polen | Jahnstadion, Regensburg Toeschouwers: 2.200 Scheidsrechter: Kan Chee Lee (HKG) |
| 30 augustus 1972 16:30 uur (UTC+1) |       | 42' Lubański 59' Gadocha 87' Deyna 89' Gadocha |       | Jahnstadion, Regensburg Toeschouwers: 2.200 Scheidsrechter: Kan Chee Lee (HKG) |

|                                    |                                  |       |            |                                                                                     |
| 1 september 1972 21:00 uur (UTC+1) | Colombia                         | 3 – 1 | Ghana      | Olympiastadion, München Toeschouwers: 25.000 Scheidsrechter: Kurt Tschenscher (FRG) |
| 1 september 1972 21:00 uur (UTC+1) | Morón 56' Torres 60' Montaño 82' |       | 79' Sunday | Olympiastadion, München Toeschouwers: 25.000 Scheidsrechter: Kurt Tschenscher (FRG) |

|                                    |             |       |                      |                                                                                            |
| 1 september 1972 16:30 uur (UTC+1) | DDR         | 1 – 2 | Polen                | Städtisches Stadion, Neurenberg Toeschouwers: 5.000 Scheidsrechter: Werner Winsemann (CAN) |
| 1 september 1972 16:30 uur (UTC+1) | Streich 45' |       | 6' Gorgoń 64' Gorgoń | Städtisches Stadion, Neurenberg Toeschouwers: 5.000 Scheidsrechter: Werner Winsemann (CAN) |

### Tweede ronde

#### Groep I
| Rang | Land                     | Wed | W | G | V | DV | DT | DS | Ptn |
| ---- | ------------------------ | --- | - | - | - | -- | -- | -- | --- |
| 1    | Hongarije                | 3   | 3 | 0 | 0 | 8  | 1  | 7  | 6   |
| 2    | DDR                      | 3   | 2 | 0 | 1 | 10 | 4  | 6  | 4   |
| 3    | Bondsrepubliek Duitsland | 3   | 0 | 1 | 2 | 4  | 8  | –4 | 1   |
| 4    | Mexico                   | 3   | 0 | 1 | 2 | 1  | 10 | –9 | 1   |

|                                    |     |                    |           |                                                                                     |
| 3 september 1972 15:00 uur (UTC+1) | DDR | 0 – 2              | Hongarije | Dreiflüssestadion, Passau Toeschouwers: 8.500 Scheidsrechter: Armando Marques (BRA) |
| 3 september 1972 15:00 uur (UTC+1) |     | 61' Dunai 67' Tóth |           | Dreiflüssestadion, Passau Toeschouwers: 8.500 Scheidsrechter: Armando Marques (BRA) |

|                                    |                |       |             |                                                                                   |
| 3 september 1972 15:00 uur (UTC+1) | West-Duitsland | 1 – 1 | Mexico      | Frankenstadion, Neurenberg Toeschouwers: 40.000 Scheidsrechter: Oei Poh Hwa (MAS) |
| 3 september 1972 15:00 uur (UTC+1) | Hitzfeld 5'    |       | 69' Cuéllar | Frankenstadion, Neurenberg Toeschouwers: 40.000 Scheidsrechter: Oei Poh Hwa (MAS) |

|                                    |                                                                          |       |        |                                                                                |
| 5 september 1972 15:00 uur (UTC+1) | DDR                                                                      | 7 – 0 | Mexico | ESV-Stadion, Ingolstadt Toeschouwers: 5.500 Scheidsrechter: Jafar Namdar (IRN) |
| 5 september 1972 15:00 uur (UTC+1) | Ganzera 34' Sparwasser 39', 51', 89' Streich 48' Kreische 72' Häfner 79' |       |        | ESV-Stadion, Ingolstadt Toeschouwers: 5.500 Scheidsrechter: Jafar Namdar (IRN) |

|                                    |                                       |       |                |                                                                                   |
| 6 september 1972 20:00 uur (UTC+1) | Hongarije                             | 4 – 1 | West-Duitsland | Olympiastadion, München Toeschouwers: 70.000 Scheidsrechter: Luis Pestarino (ARG) |
| 6 september 1972 20:00 uur (UTC+1) | E. Dunai 14' A. Dunai 43' Kü 75', 87' |       | 33' Hitzfeld   | Olympiastadion, München Toeschouwers: 70.000 Scheidsrechter: Luis Pestarino (ARG) |

|                                    |                         |       |        |                                                                                |
| 8 september 1972 16:30 uur (UTC+1) | Hongarije               | 2 – 0 | Mexico | Jahnstadion, Regensburg Toeschouwers: 2.500 Scheidsrechter: Lee Kan-Chee (HKG) |
| 8 september 1972 16:30 uur (UTC+1) | A. Dunai 35' Kocsis 53' |       |        | Jahnstadion, Regensburg Toeschouwers: 2.500 Scheidsrechter: Lee Kan-Chee (HKG) |

|                                    |                                      |       |                         |                                                                                             |
| 8 september 1972 21:30 uur (UTC+1) | DDR                                  | 3 – 2 | West-Duitsland          | Olympiastadion, München Toeschouwers: 80,000 Scheidsrechter: William Mullan (Great Britain) |
| 8 september 1972 21:30 uur (UTC+1) | Pommerenke 10' Streich 53' Vogel 82' |       | 31' Hoeneß 68' Hitzfeld | Olympiastadion, München Toeschouwers: 80,000 Scheidsrechter: William Mullan (Great Britain) |

#### Groep II
| Rang | Land        | Wed | W | G | V | DV | DT | DS  | Ptn |
| ---- | ----------- | --- | - | - | - | -- | -- | --- | --- |
| 1    | Polen       | 3   | 2 | 1 | 0 | 8  | 2  | 6   | 5   |
| 2    | Sovjet-Unie | 3   | 2 | 0 | 1 | 8  | 2  | 6   | 4   |
| 3    | Denemarken  | 3   | 1 | 1 | 1 | 4  | 6  | –2  | 3   |
| 4    | Marokko     | 3   | 0 | 0 | 3 | 1  | 11 | –10 | 0   |

|                                    |            |       |           |                                                                                      |
| 3 september 1972 15:00 uur (UTC+1) | Denemarken | 1 – 1 | Polen     | Jahnstadion, Regensburg Toeschouwers: 4.000 Scheidsrechter: Abdelkader Aouissi (ALG) |
| 3 september 1972 15:00 uur (UTC+1) | Hansen 29' |       | 36' Deyna | Jahnstadion, Regensburg Toeschouwers: 4.000 Scheidsrechter: Abdelkader Aouissi (ALG) |

|                                    |                                    |       |         |                                                                                        |
| 3 september 1972 21:00 uur (UTC+1) | Sovjet-Unie                        | 3 – 0 | Marokko | Olympiastadion, München Toeschouwers: 55.000 Scheidsrechter: Guillermo Velásquez (ESP) |
| 3 september 1972 21:00 uur (UTC+1) | Semenov 1' Kolotov 15' Eliseev 69' |       |         | Olympiastadion, München Toeschouwers: 55.000 Scheidsrechter: Guillermo Velásquez (ESP) |

|                                    |            |       |                               |                                                                                      |
| 5 september 1972 16:30 uur (UTC+1) | Marokko    | 1 – 3 | Denemarken                    | Dreiflüssestadion, Passau Toeschouwers: 3.100 Scheidsrechter: Werner Winsemann (CAN) |
| 5 september 1972 16:30 uur (UTC+1) | Merzaq 89' |       | 55' Bak 82' Bak 90' Printzlau | Dreiflüssestadion, Passau Toeschouwers: 3.100 Scheidsrechter: Werner Winsemann (CAN) |

|                                    |                                |       |             |                                                                                |
| 5 september 1972 16:30 uur (UTC+1) | Polen                          | 2 – 1 | Sovjet-Unie | Rosenaustadion, Augsburg Toeschouwers: 5.000 Scheidsrechter: Henry Øberg (NOR) |
| 5 september 1972 16:30 uur (UTC+1) | Deyna 79' (pen.) Szołtysik 87' |       | 28' Blochin | Rosenaustadion, Augsburg Toeschouwers: 5.000 Scheidsrechter: Henry Øberg (NOR) |

|                                    |            |                                              |             |                                                                                  |
| 8 september 1972 16:30 uur (UTC+1) | Denemarken | 0 – 4                                        | Sovjet-Unie | Rosenaustadion, Augsburg Toeschouwers: 4.000 Scheidsrechter: Doğan Babacan (TUR) |
| 8 september 1972 16:30 uur (UTC+1) |            | 19' Kolotov 27' Semenov 55' Blochin 87' Sabo |             | Rosenaustadion, Augsburg Toeschouwers: 4.000 Scheidsrechter: Doğan Babacan (TUR) |

|                                    |         |                                                                |       |                                                                                              |
| 8 september 1972 16:30 uur (UTC+1) | Marokko | 0 – 5                                                          | Polen | Städtisches Stadion, Neurenberg Toeschouwers: 500 Scheidsrechter: Francesco Francescon (ITA) |
| 8 september 1972 16:30 uur (UTC+1) |         | 2' Kmiecik 10' Lubański 45' (pen.) Deyna 63' Gadocha 84' Deyna |       | Städtisches Stadion, Neurenberg Toeschouwers: 500 Scheidsrechter: Francesco Francescon (ITA) |

### Knock-outfase

#### Bronzen finale
|                                     |                        |       |                              |                                                                                    |
| 10 september 1972 10:00 uur (UTC+1) | DDR                    | 2 – 2 | Sovjet-Unie                  | Olympiastadion, München Toeschouwers: 80.000 Scheidsrechter: Armando Marques (BRA) |
| 10 september 1972 10:00 uur (UTC+1) | Kreische 35' Vogel 78' |       | 10' Blochin 31' Choertsilava | Olympiastadion, München Toeschouwers: 80.000 Scheidsrechter: Armando Marques (BRA) |

#### Finale
|                                     |            |       |                     |                                                                                     |
| 10 september 1972 20:15 uur (UTC+1) | Hongarije  | 1 – 2 | Polen               | Olympiastadion, München Toeschouwers: 80.000 Scheidsrechter: Kurt Tschenscher (FRG) |
| 10 september 1972 20:15 uur (UTC+1) | Váradi 42' |       | 47' Deyna 66' Deyna | Olympiastadion, München Toeschouwers: 80.000 Scheidsrechter: Kurt Tschenscher (FRG) |

### Eindrangschikking
| rang   | land        |
| ------ | ----------- |
| Goud   | Polen       |
| Zilver | Hongarije   |
| Brons  | DDR         |
| Brons  | Sovjet-Unie |

## Topschutters
9 goals
- Kazimierz Deyna

7 goals
- Antal Dunai

6 goals
- Joachim Streich
- Robert Gadocha
- Oleh Blochin
- Bernd Nickel

5 goals
- Hans-Jürgen Kreische
- Jürgen Sparwasser
- Ottmar Hitzfeld

3 goals
- Allan Simonsen
- Heino Hansen
- Eberhard Vogel
- Ede Dunai
- Ahmed Faras
- Viktor Kolotov
- Vjatsjeslav Semjonov

2 goals
- Dirceu
- Jaime Morón
- Keld Bak
- Béla Várady
- Lajos Kű
- Leonardo Cuéllar
- Jerzy Gorgoń
- Włodzimierz Lubański
- Rudolf Seliger

1 goal
| - Pedrinho - Zé Carlos - Aung Moe Thin - Soe Than - Ángel Torres - Fabio Espinosa - Luis Montaño - Kristen Nygaard - Leif Printzlau - Per Røntved - Frank Ganzera - Jürgen Pommerenke - Peter Ducke - Reinhard Häfner | - Ibrahim Sunday - Kálmán Tóth - Lajos Kocsis - Mihály Kozma - Péter Juhász - Majid Halvai - Salleh Ibrahim - Shaharuddin Abdullah - Zawawi Yusoff - Boujemaa Benkhrif - Mohamed Merzaq - Mohammed El Filali - Mohammed Tati - Daniel Razo | - Manuel Manzo - Kazimierz Kmiecik - Zygfryd Szołtysik - Gennadi Jevrjoezjchin - Moertaz Choertsilava - Oganes Zanazanjan - Jozjef Sabo - Joeri Jelisejev - Jaxa - Hermann Bitz - Jürgen Kalb - Ronald Worm - Uli Hoeneß |